# Die Finals – Dresden 2025/Flag Football

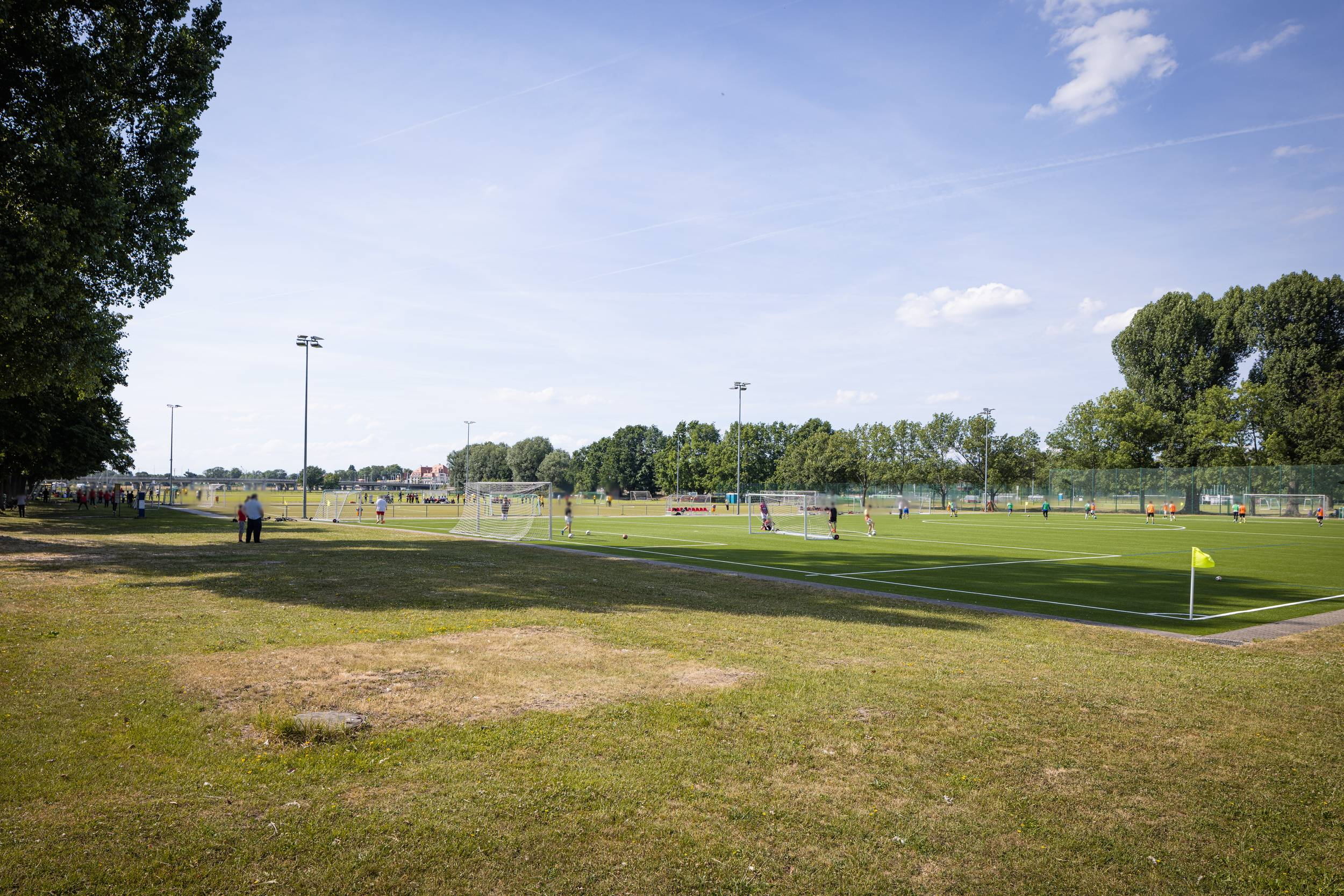
Die Dresden Teamsport Arena

Bei den Finals 2025 wurden im Sportpark Ostra (Dresden Teamsport Arena) zwei Wettbewerbe im Flag Football ausgetragen. 2028 in Los Angeles wird die Sportart olympisch sein.

## Bilanz

### Medaillenspiegel
| Platz  | Land                | 00 | 00 | 00 | Gesamt |
| ------ | ------------------- | -- | -- | -- | ------ |
| 1      | Bayern              | 1  | –  | 2  | 3      |
| 2      | Hessen              | 1  | –  | –  | 1      |
| 3      | Nordrhein-Westfalen | –  | 1  | –  | 1      |
| 3      | Rheinland-Pfalz     | –  | 1  | –  | 1      |
| Gesamt | Gesamt              | 2  | 2  | 2  | 6      |

### Medaillengewinner
| Disziplin | Gold               | Silber              | Bronze         |
| --------- | ------------------ | ------------------- | -------------- |
| Frauen    | Augsburg Lions     | Düsseldorf Firecats | Munich Spatzen |
| Männer    | Walldorf Wanderers | Mainz Legionaires   | Munich Spatzen |